# アメリコ
アメリコ (Américo 本名:Domingo Johnny Vega Urzúa (ドミンゴ ・ヨニ・ベガ・ウルスア)、1977年12月24日-) は、チリ・アリカ出身の歌手。

## 来歴
- 8歳で歌手活動を始め、弟の代わりのアリカのフェスティバル・"カルナバール・デル・パル"ケで歌って、そして1年後ファーストアルバムをリリース。
- 1997年にトロピカルバンド・アレグリアに加入し、リードボーカルで彼らと11枚のアルバムを作った。2002年にグループをやめ、ソロ活動を再開した。
- 2008年にレーベルフェリア・ミュージックに移籍し、同年に大ブレイクした。

## ディスコグラフィ
- 1988年: La plegaria de un niño
- 1994年: Tropicalmente
- 2004年: Por una mujer
- 2008年: Así es
- 2008年: A morir
- 2010年: Yo soy